# 奧斯塔普基夫齊 (涅米羅夫區)
48°52′53″N 28°49′29″E / 48.88139°N 28.82472°E
奧斯塔普基夫齊（烏克蘭語：Остапківці），是烏克蘭西南部的村莊，隸屬文尼察州的文尼察區。該村始建於1509年，面積1.42平方公里，海拔高度207米，2001年人口264，人口密度每平方公里185.92人。